# Pedro Nolasco Ortiz
Pedro Nolasco Ortiz fue Gobernador de la Provincia de Mendoza desde el 25 de diciembre de 1831 hasta el 17 de marzo de 1832 como provisional, y desde entonces efectivo hasta el 4 de agosto de 1832.
| Precedido por: Manuel Lemos | Gobernador de la Provincia de Mendoza 1831 - 1832 | Sucedido por: Pedro Molina y Sotomayor (3° mandato) |

- Datos: Q6069611